# حسن بايكر
حسن دوغان بيكر (من مواليد 25 يوليو 1991)، المعروف أيضًا باسم حسن أبي وتعني "الأخ الأكبر" باللغة التركية، وهو مذيع تركي أمريكي  عبر الإنترنت ومعلق سياسي يساري. عمل سابقًا كصحفي إذاعي ومنتج في ذا يونغ توركس وككاتب عمود في HuffPost. وهو حاليًا أحد أكثر القائمين على البث المباشر مشاهدةً والأكثر اشتراكًا على تويتش، حيث يغطي الأخبار ويلعب مجموعة متنوعة من ألعاب الفيديو ويناقش السياسة من منظور اشتراكي.

## النشأة
ولد حسن دوغان بيكر لأبوين تركيين في نيو برونزويك، نيو جيرسي ، ونشأ في اسطنبول. ويقول إنه تعرض للتخويف خلال فترة وجوده في المدرسة العامة في تركيا بسبب افتقاره إلى اللياقة البدنية وموقفه المتشكك تجاه الإسلام.
عاد بايكر إلى الولايات المتحدة والتحق بجامعة ميامي ، ثم انتقل إلى جامعة روتجرز ، حيث تخرج بامتياز مع تخصص مزدوج في العلوم السياسية ودراسات الاتصال في عام 

## حياة مهنية

### الشباب الأتراك
خلال سنته الجامعية الأخيرة في عام 2013، تدرب بيكر في ذا يونغ توركس (TYT)، وهو برنامج إخباري تقدمي وشبكة شارك في تأسيسها عمه، سينك أويغور. بعد التخرج، تم تعيين بايكر في قسم مبيعات الإعلانات والأعمال بالشبكة. طلب استضافة العرض عندما كانت هناك حاجة إلى ملء البيانات، وأصبح فيما بعد مضيفًا ومنتجًا. ووصف الويغور ابن أخيه بأنه "مغناطيسي" على الرغم من أنه "خشن عند الحواف" في البداية.
في عام ٢٠١٦، أنشأ بايكر واستضاف The Breakdown ، وهي سلسلة فيديو على شبكة TYT تم بثها على موقع التواصل الاجتماعي الفيسبوك وقدمت تحليلات سياسية ذات ميول يسارية تستهدف مؤيدي بيرني ساندرز من جيل الألفية. تم ترشيح العرض في فئة "أفضل سلسلة ويب" في حفل توزيع جوائز Shorty العاشر  عام ٢٠١٨. كتب بايكر أيضًا محتوى سياسيًا لـ HuffPost من عام 2016 إلى عام ٢٠١٨.
أنشأ بايكر واستضاف سلسلة TYT أخرى في عام ٢٠١٩ تسمى Agitprop مع حسن بيكر. في يناير ٢٠٢٠، أعلن عن رحيله عن TYT وعزمه على التركيز على مسيرته المهنية كلاعب بث على تويتش.

### تويتش
بدأ بايكر البث على تويتش في مارس ٢٠١٨، بينما كان يعمل في TYT. قال بايكر إنه حول اهتمامه من Facebook إلى تويتش من أجل الوصول إلى جمهور أصغر سنًا، وبسبب ما شعر به من رجحان المعلقين اليمينيين على يوتيوب ونقص التمثيل اليساري بين القائمين على البث المباشر. أصبح معلقًا سياسيًا يساريًا مشهورًا، وتمت دعوته للظهور في برنامج The Issue Is على قناة Fox News والبودكاست السياسي Chapo Trap House. تعرض قناته على يوتيوب أبرز أحداث البث المباشر، وفي عام ٢٠٢٢ وصلت إلى أكثر من مليون مشترك. يقوم بايكر أيضًا ببث أسلوب اللعب والتعليقات على ألعاب الفيديو على قناته على تويتش. في بعض الأحيان يلعب بايكر دور " هانك بيكر "، وهو رسم كاريكاتوري للمتخلف اليميني.
خلال المناظرة الرئاسية الأولى للولايات المتحدة لعام ٢٠٢٠ في 29 سبتمبر، كان لدى بايكر أكثر من 125000 مشاهد يشاهدون تعليقه على البث، وهي أعلى نسبة مشاهدة للمناظرة على تويتش. في 19 أكتوبر ٢٠٢٠، تعاونت الممثلة الأمريكية ألكساندريا أوكازيو كورتيز مع بايكر وزميله في برنامج تويتش Streamer بوكيمان لتنظيم تدفق للممثل وهو يلعب لعبة شعبية متعددة اللاعبين بيننا من أجل مبادرة " الخروج للتصويت ". تم بث البث في اليوم التالي، حيث لعب كل من Ocasio-Cortez وممثلة الكونجرس الأمريكية إلهان عمر اللعبة مع بايكر والعديد من مشغلي البث المشهورين الآخرين على تويتش، حيث وصل إجمالي عدد المشاهدين المتزامنين إلى ما يقرب من 700000.
تيار بايكر الذي يغطي نتائج الانتخابات الرئاسية الأمريكية لعام ٢٠٢٠ بلغ ذروته عند ٢٣٠٠٠٠ مشاهد متزامن وكان سادس مصدر لتغطية الانتخابات عبر يوتيوب وتويتش، حيث يضم 4.9% من حصة السوق. لقد كان اللاعب الأكثر مشاهدة على تويتش خلال أسبوع الانتخابات؛ تمت مشاهدة ٨٠ ساعة من البث لمدة تراكمية ٦.٨ مليون ساعة بمتوسط ٧٥٠٠٠ مشاهد متزامن. وصل تيار بايكر إلى مستوى مرتفع جديد بلغ ٢٣١٠٠٠ مشاهد خلال هجوم الكابيتول في الولايات المتحدة في ٦ يناير.
أثناء الغزو الروسي لأوكرانيا ، قام بايكر، بالشراكة مع منظمة كير ، بجمع أكثر من ٢٠٠ ألف دولار لأموال الإغاثة الأوكرانية أثناء لعب Elden Ring ، بمتوسط يزيد عن ٧٠ ألف شخص يشاهدون تغطيته للصراع.
في يونيو ٢٠٢٢، تمت دعوة بايكر، جنبًا إلى جنب مع مؤثرين آخرين مثل الدكتور ك ، لمناقشة الصحة العقلية مع الجراح العام فيفيك مورثي.
في أعقاب زلزال ٦ فبراير ٢٠٢٣، الذي ضرب تركيا وسوريا ، نظم بايكر حملة لجمع التبرعات ساهم فيها أيضًا القائمون على البث ومنشئو المحتوى الآخرون والترويج لها بما في ذلك Jacksepticeye و Valkyrae و Ludwig Ahgren و IShowSpeed. اعتبارًا من 10 فبراير 2023 </link></link> وقد نجحت حملة جمع التبرعات في جمع أكثر من 1,200,000 دولار للجمعيات الخيرية مثل فرعي منظمة كير الدولية في تركيا وسوريا بالإضافة إلى منظمتين تركيتين غير حكوميتين: جمعية AKUT للبحث والإنقاذ ، وAhbap، التي أسسها الموسيقار التركي هالوك ليفنت.
خلال الحرب بين إسرائيل وحماس عام ٢٠٢٣ ، جمعت حملة بيكر الخيرية على قناته أكثر من مليون دولار، اعتبارًا من 21 أكتوبر ٢٠٢٣، لصالح صندوق إغاثة أطفال فلسطين ، والمساعدات الأمريكية للاجئين في الشرق الأدنى ، والمساعدات الطبية للفلسطينيين ، وجمعية الهلال الأحمر الفلسطيني. كما تحدث عن الصراع على بي بي سي نيوز  وعلى بيرس مورغان غير خاضعة للرقابة مع ايهود باراك ، رئيس وزراء إسرائيل السابق.

### مشاريع أخرى
منذ عام ٢٠٢١، يستضيف بايكر البودكاست Fear& (المعروف سابقًا باسم Fear& Malding ) جنبًا إلى جنب مع صديقه وزميله، ويل نيف. سينضم Streamers QTCinderella و AustinShow لاحقًا إلى البودكاست كمضيفين مشاركين في عام  منذ ٢٦ سبتمبر ٢٠٢١، يشارك بايكر في استضافة البودكاست السياسي ذي الميول اليسارية بقايا الطعام مع المضيف المشارك إيثان كلاين. 
في ٨ نوفمبر ٢٠٢١، أطلق بايكر مجموعة من البضائع التي صنعتها النقابات تسمى إيديولوجيا وتبرع بجزء من الإجراءات لضرب الأموال التي جمع فيها أكثر من ١٨٠ ألف دولار.

## المشاهدات السياسية
تم تعريف بايكر على أنه تقدمي ، ويساري ، واشتراكي ديمقراطي. لقد دعا لصالح الديمقراطية في مكان العمل, الرعاية الصحية الشاملة, النسوية المتقاطعة, حقوق LGBTQ+, حقوق المسلمين  والسيطرة على السلاح ; لقد دعا ضد الحرب والإمبريالية الأمريكية وكراهية الإسلام والتفوق الأبيض والفاشية والرأسمالية.
وأشار بيكر إلى نشأته في تركيا في ظل رئاسة الوزراء لرجب طيب أردوغان باعتبارها تأثيرًا على آرائه اليسارية واستعداده للتحدث عنها علنًا. دعم بايكر الحملات التمهيدية الرئاسية لبيرني ساندرز في عامي 2016 و٢٠٢٠ ،  وكان منتقدًا صريحًا لكل من الحزبين الديمقراطي والجمهوري. كما عارض حظر ترامب للمسلمين في عام ٢٠١٧ وكان من أشد المنتقدين للأشخاص المعادين للإسلام والصور النمطية المسيئة والعداء والمواقف السلبية تجاه المسلمين. وقد أظهر بايكر دعماً مستمراً للمسلمين وحقوقهم، خاصة في الولايات المتحدة الأمريكية.

## الخلافات
خلال بث على تويتش في 20 أغسطس ٢٠١٩، انتقد بايكر الممثل الأمريكي دان كرينشو ، أحد قدامى المحاربين في فريق SEAL 3 الذي خدم في أفغانستان، لدعمه التدخل العسكري الأمريكي في الخارج. قال بايكر عن كرينشو: "ما خطب هذا الرجل؟ ألم يذهب إلى الحرب وفقد عينه حرفيًا لأن بعض المجاهدين ، جندي شجاع مارس الجنس مع ثقب عينه بقضيبهم؟"  وفي نفس التيار، انتقد بيكر السياسة الخارجية الأمريكية وأدلى بتعليقات مثيرة للجدل تتعلق بهجمات 11 سبتمبر ، بما في ذلك "أمريكا تستحق 11 سبتمبر". أثارت تصريحاته غضبًا على وسائل التواصل الاجتماعي وغطتها شبكة فوكس نيوز والعديد من وسائل الإعلام الأخرى. وقال كرينشو إن تعليقات بيكر كانت "دفاعًا مثيرًا للاشمئزاز عن هجمات 11 سبتمبر الإرهابية ضد الأمريكيين". وصفهم مضيف برنامج Young Turks وعم بايكر سينك أويغور بأنهم "مسيئون للغاية"، ودعا بايكر للظهور على TYT للاعتذار. دافع بايكر عن تعليقاته ووصفها بأنها ساخرة واستشهد بالسياسة الخارجية الأمريكية على أنها تروج للظروف لجعل حدث مثل 11 سبتمبر ممكنًا، لكنه أقر بأنه كان ينبغي عليه استخدام لغة "أكثر دقة". قام تويتش بحظره لمدة أسبوع بسبب تعليقاته المتعلقة بكرينشو و١١ سبتمبر.
في أغسطس ٢٠٢١، اشترى بايكر منزلًا بقيمة 2.7 مليون دولار في ويست هوليود ، كاليفورنيا. تم انتقاد عملية الشراء عبر الإنترنت من قبل الأشخاص الذين شعروا أن أسلوب حياته الفخم يبدو متعارضًا مع آرائه باعتباره اشتراكيًا. تم بث انتقادات مماثلة في فبراير ٢٠٢٢ بعد أن تبين أن بيكر قد اشترى سيارة بورش تايكان. تعرض بايكر أيضًا لانتقادات بعد تسرب معلومات واسعة النطاق من تويتش، والتي تضمنت الأرباح المالية لبايكر من بين العديد من شركات البث الأخرى. أجاب بالقول إن أرباحه كانت دائمًا شفافة، حيث تم عرض عدد المشتركين بشكل بارز على الشاشة بشكل مستمر.
في ١٣ ديسمبر ٢٠٢١، تم حظر بايكر من تويتش لمدة أسبوع لاستخدامه اللقب العنصري "كراكر" بشكل متكرر على البث المباشر. جادل بايكر بأن المصطلح لا ينبغي اعتباره افتراءًا لأن الشخص الذي يستخدمه "عاجز" و"يفعل ذلك كشخص تعرض للاضطهاد تاريخيًا وهو ينفث قوته". وأكد أيضًا أن كلمة "كراكر" ليست افتراءًا بنفس الطريقة مثل الإهانات العنصرية الأخرى، مشيرًا إلى أن "هذا شيء تحدثت عنه مرات عديدة لأنه مثل الأولاد البيض الذين يحبون قول،" المفرقع هو "نفس الكلمة n ،" إنها غبية حقًا. أصل الكلمة مختلف.... إنها تأتي من "ضارب السوط." لذا فإن السلطة لا تزال في أيدي الشخص الأبيض في هذا الموقف، في حين أن الكلمة "ن" تجرد من إنسانيته". ومع ذلك، لا يزال التاريخ الدقيق وأصل الكلمة موضع نقاش.

## استقبال
غطت المنافذ المخصصة لثقافة ألعاب الفيديو وثقافة الشباب تدفقات بايكر بشكل إيجابي. على وجه الخصوص، لاحظ الصحفيون قدرته على "الجمع بين المعلومات والترفيه،"  والتعامل مع التغطية السياسية اليسارية بطريقة يمكن التواصل معها ويمكن الوصول إليها من قبل مشاهدي تويتش، الذين قد يشعرون بأنهم بعيدون عن أخبار الكابل. يستشهد بعض المؤلفين أيضًا بأسلوب تعبير بايكر المبتذل والمفعم بالحيوية ومظهره الجسدي كعوامل بارزة وراء شعبيته.
موقع الألعاب Kotaku اختار بايكر كواحد من "أفضل لاعبي العام" لعام ٢٠٢٠، مشيرًا إليه كشخصية رئيسية في تعميم التعليق السياسي على تويتش، وهي منصة كان يُنظر إليها في الماضي على أنها تثبط المناقشة السياسية. فاز بايكر بجائزة Streamy في فئة الأخبار في حفل توزيع الجوائز السنوية العاشرة لعام ٢٠٢٠، وتم ترشيحه مرة أخرى في نفس الفئة لحدث ٢٠٢١. في عام ٢٠٢٢، تم ترشيح بايكر في فئات News، وJust Chatting، وStreamer of the Year، وفاز بجائزة News للمرة الثانية وتم ترشيحه لمدة ثلاث سنوات متتالية. وفي هذا الحدث قدم أيضًا جائزة أفضل صانع لهذا العام جنبًا إلى جنب مع Avani Gregg ، والتي فاز بها MrBeast للعام الثالث على التوالي. في حفل توزيع جوائز Streamer لعام ٢٠٢٣، تم ترشيح بايكر لجائزة أفضل مقدم بث للدردشة فقط وأفضل مقدم بث لهذا العام، وفاز بالجائزة الأولى.

## الحياة الشخصية
نشأ بايكر كمسلم ويعمل مع المسلمين من أجل القيم التقدمية. وهو من أصل تركي  وهو ابن شقيق سينك أويغور، سياسي ومؤسس مشارك لـ ذا يونغ توركس. يقيم بايكر حاليًا في غرب هوليود.
في أبريل ٢٠٢٣، تبنى حسن جرو كلب الدرواس التبتي وأطلق عليه في الدردشة على تويتش اسم "كايا"، وهو اسم تركي يعني "الصخرة".

## روابط خارجية
- HasanAbi على تويتش
- HasanAbi على يوتيوب